# イツハク・イエディッド

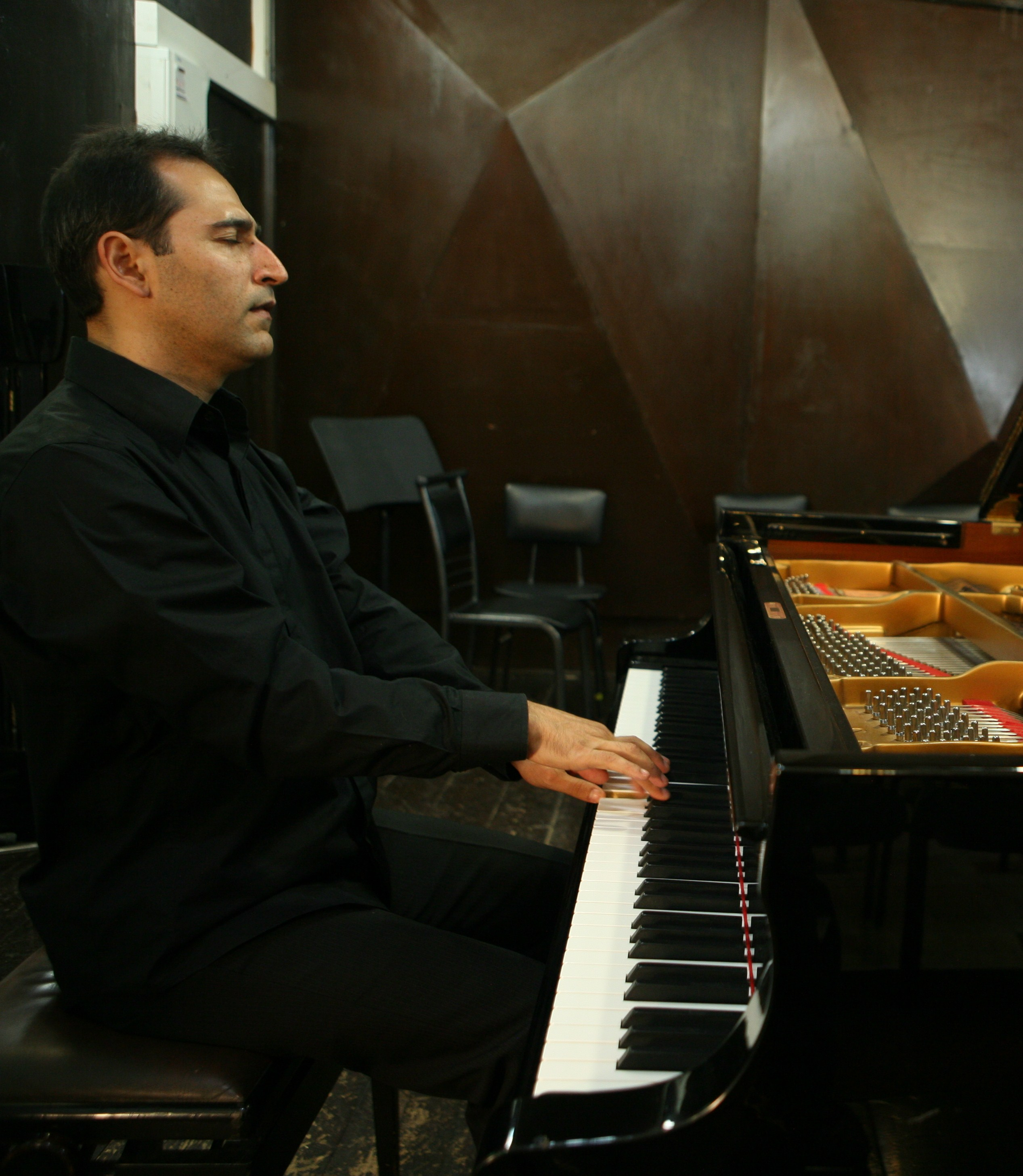
イツハク・イエディッド（2009年3月）

イツハク・イエディッド（Yitzhak Yedid、ヘブライ語: יצחק ידיד, 1971年9月29日 - ）は、イスラエルの作曲家、ピアニスト。

## 経歴
イエディッドはエルサレムのルービン音楽アカデミーで学んだ後、ボストンのニューイングランド音楽院ではラン・ブレイク（Ran Blake）とポール・ブレイについて学んだ。
1999年、Musa labelから最初のCD『Compositions for Solo Piano』をリリース。これが認められ、スカンディナヴィアではピアニスト、マイケル・スミスのゲストに呼ばれ、スウェーデンではピアニスト、ローランド・ペンティネン（Roland Pöntinen）とジョイント・コンサートを行った。2001年には、Musa labelからセカンドCD『Inner Outcry』をリリース。
2002年、ウィーンで開かれた「サード・ストリーム」フェスティヴァルのオープニングのために組曲『Tachanun』を作曲。この曲はファーブルーム室内音楽祭など、イスラエル国内でたびたび演奏された。
『Myth of the Cave』はドイツのレーベル、Between the Lines recordsの委嘱で作られたもので、2002年にリリースされた。この5楽章から成る作品は、ドイツ、オーストリアの他、カナダで開かれたバンクーバー国際ジャズ・フェスティバル、イスラエルで開かれたテルアビブ・ジャズ・フェスティバルで演奏された。
2003年には『Passions and Prayers - Sextet in homage to Jerusalem』をBetween the Lines recordsのために作曲。技術的に複雑でメランコリックなこの作品は2004年にイスラエル・フェスティバル（Israel Festival）で初演され、2005年8月にCDリリースされた。
2004年には再びウィーンの「サード・ストリーム」フェスティヴァルからの委託を受け、『Reflections upon Six Images』を作った。この作品はイマジネーションの世界にインスパイアされたイメージ、カラー、テクスチュア、カルチャーの結合と分離を表現したものである。2004年9月にウィーン・フェスティバルで、同年11月にはイスラエルの「Etnakhta concert」シリーズで演奏され、2005年8月にCDリリースされた。
2005年には『Oud Bass Piano Trio』を作り、シビウ、ルーマニア、オーストラリア、カナダ、さらに5月と9月のアメリカ・ツアーで演奏された。
2002年、イエディッドはイスラエルのジャズ・サックス奏者Abatte Barihunと「Ras Deshen」というデュオ・グループを結成。同年9月にエチオピア音楽とフリー・インプロヴィゼーションをミックスしたアルバムをリリースした。
以降の作品には以下のようなものがある。
- Since my Soul Loved（2005年） - 5楽章のピアノ五重奏曲。
- Chagall Project（2006年） - 7曲のピアノ・ソロ小品。
- Nine images for Violin Cello and Piano（2006年） - ピアノ三重奏曲。

## ディスコグラフィ

### アルバム
- Full Moon Fantasy (1999年)
- Inner Outcry (2001年)
- Ras Deshen (2002年)
- Myth of the Cave (2003年)
- Passions & Prayers, Sextet in Homage to Jerusalem (2005年)
- Reflections upon Six Images (2006年)
- Oud Bass Piano Trio (2008年)
- Since My Soul Loved (2009年)
- Through the Window of Marc Chagall (2010年)
- Arabic Violin Bass Piano Trio (2012年)
- Visions, Fantasies and Dances: Music for String Quartet Sapphire String Quartet (2014年)
- Angels' Revolt (2019年)